# 陳順宗
陳順宗（ちんじゅんそう、ベトナム語: Trần Thuận Tông）は、陳朝大越の第12代皇帝。名は陳 顒（ベトナム語：Trần Ngung / 陳顒）、または陳 日焜（ベトナム語：Trần Nhật Hỗn / 陳日焜）とも。

## 生涯
第9代皇帝・芸宗の末子として生まれた。即位前は昭定王に封ぜられていた。昌符12年（1388年）に従兄の皇帝陳晛が黎季犛に廃され、その後釜として擁立された。幼年のため、対チャンパ戦で大功を挙げた。
光泰7年（1395年）、太上皇として陳朝を支えていた父の芸宗が死去すると、黎季犛はただちに黎季犛と対立する有力な皇族や重臣の粛清を開始し、順宗はこれを止めることができなかった。光泰11年（1398年）に成長して21歳になっていた順宗自身も黎季犛と対立し、黎季犛は自身の外孫である長男の少帝に譲位するように迫った。順宗はこれを受け入れて退位するが、その直後には出家させられて流罪に処された。ところが流刑地に向かう途中で、黎季犛の密命を受けていた将軍の范可永に殺害されたという。享年22。
なお、殺害については多くの伝説で語られている。監視役の阮謹が最初は毒を飲ませたが死ななかった。次に食事や水を一切与えずに餓死させようとしたが、陳顒を哀れむ者たちが密かに助けたので餓死しなかった。そこでやむなく范可永が絞殺して、やっと死んだというものである。
順宗の死をもって陳朝は実質上断絶した（次の少帝は黎季犛の外孫である）。李朝の功臣でありながら皇族を皆殺しにし、陳朝を立てた陳守度と、その陳朝の功臣でありながら陳朝に見切りをつけて皇族を皆殺しにし、胡朝を立てた胡季犛（黎季犛）は、ふたりともよく似ている。